# The Master Mummer
The Master Mummer è un film muto del 1915 che si basa sul romanzo The Master Mummer - pubblicato nel 1904 - dello scrittore inglese Edward Phillips Oppenheim.

## Produzione
Il film fu prodotto dalla Edison Company.

## Distribuzione
Distribuito dalla General Film Company, il film uscì nelle sale cinematografiche statunitensi il 15 marzo 1915.